# Requinto (cordes)
Pour l'instrument à vent, voir Requinto

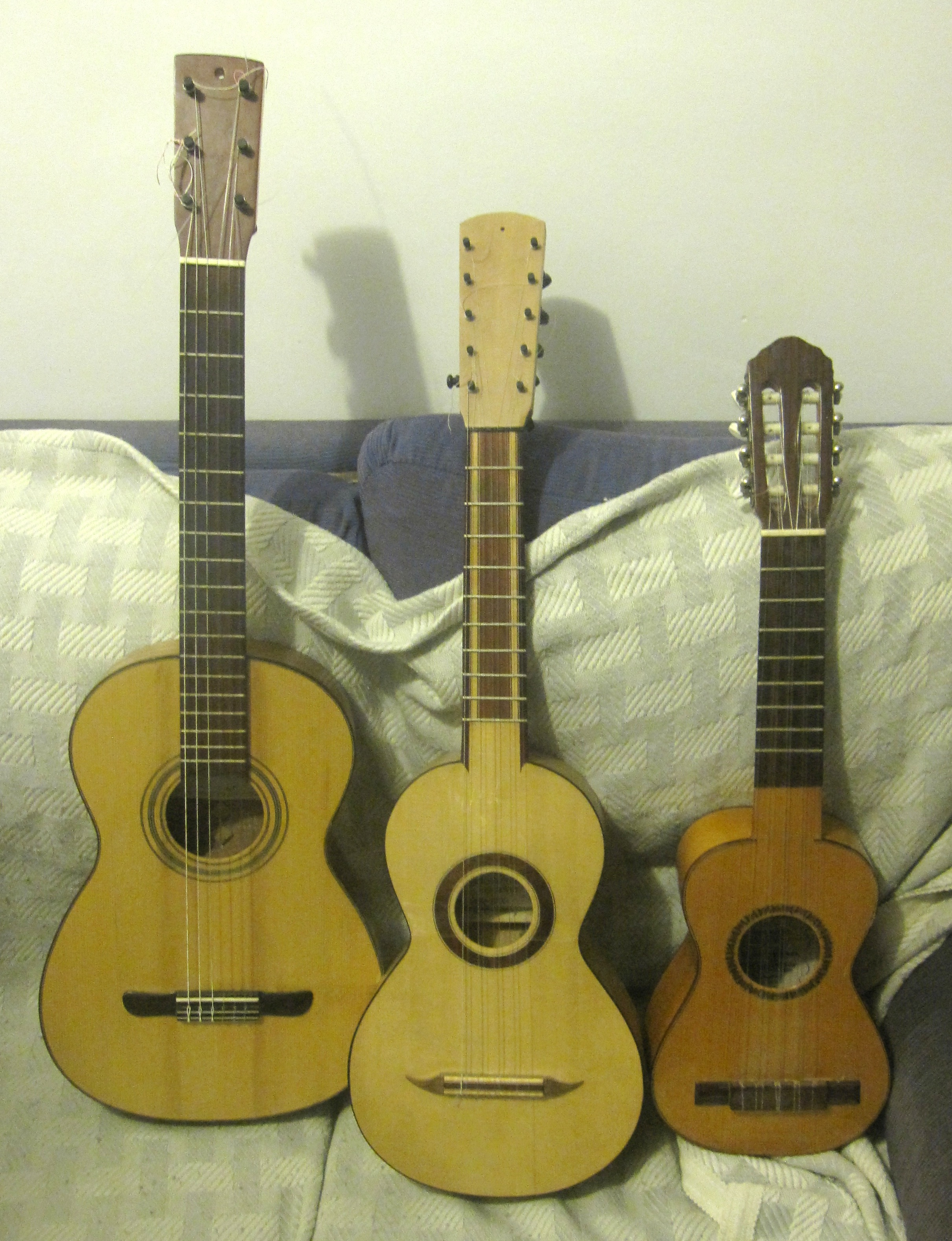
Requinto (à droite), à côté d'une guitare classique et d'une guitare tenor

Le requinto est un instrument à cordes similaire à la guitare, bien que de taille plus petite, et dont les caractéristiques varient selon la région.
On distingue par exemple les requintos aragonais, argentin, colombien, mexicain, péruvien et vénézuélien.

## Requinto aragonais
Le « Requinto aragonés » ou « Guitrarico aragonés » est un instrument à cordes de la famille des guitares, de plus petite taille qu'une guitare classique, doté de quatre cordes qui étaient traditionnellement faites en boyau et aujourd'hui en nylon. Il ne faut pas le confondre avec le « guitarro » o « guitarrico » à cinq cordes, un instrument très proche de la guitare baroque et dont l'accord est différent, auquel on donne parfois le même nom. On l'appelle aussi « guitarró » ou « guitarreta ».
Le requinto aragonés est l'un des trois instruments, avec le luth et le Bandurria qui caractérisent la Jota aragonaise, encore qu'il ne figure qu'en petit nombre, souvent réduit à un seul instrument, dans les ensembles qui les excutent, et que son rôle s'y réduise à produire une fonction rythmique dont la tessiture est aïgue. Le chanteur historique de jota, Mariano Malandía Tena,  dit «el Tuerto de las Tenerías» (es) en est l'un des interprètes les plus célèbres.

## Requinto mexicain
Comme souvent au Mexique, le mot « requinto » désigne plusieurs instruments ou éléments du vocabulaire de la musique. Le plus connu est l'instrument d'invention moderne qui est créé par le luthier espagnol Vicente Tatay, sur le modèle d'un tiple colombien, pour satisfaire une demande de Alfredo Gil dit « El güero », fondateur du trio de boléro Los Panchos.